# Fausto Somma
Faustino Somma, detto Nino, nacque a Vaglio di Basilicata l’11 marzo 1935. È stato un imprenditore, politico e dirigente sportivo italiano, che ha svolto un ruolo chiave nello sviluppo economico della Basilicata e del Mezzogiorno d’Italia. Morì a Taranto il 13 agosto 2014.
Attività Imprenditoriale
Siderurgica Lucana (Sider PZ)
Nel corso degli anni ’70, Nino Somma fondò la Siderurgica Lucana, comunemente nota come Sider PZ, che diventò un importante polo industriale per la Basilicata, contribuendo alla creazione di posti di lavoro e alla modernizzazione del tessuto economico locale. La Siderurgica Lucana fu una delle prime industrie siderurgiche della regione, puntando a creare una rete industriale nel Sud Italia, e oggi è parte del gruppo Pittini.
Tecnoparco Valbasento
Nel suo percorso imprenditoriale, Somma fu anche uno dei fondatori di Tecnoparco Valbasento, un’azienda che fornisce infrastrutture industriali e servizi avanzati, focalizzandosi sulla gestione ambientale e l’innovazione tecnologica. Tecnoparco si sviluppò come un progetto di rilievo nell’ambito delle energie rinnovabili e della sostenibilità industriale, anticipando i bisogni di un’industria ecologica e avanzata in Basilicata.
Banca Mediterranea
Nino Somma fondò inoltre la Banca Mediterranea, con l’intento di creare un istituto finanziario che potesse sostenere le imprese del Sud Italia e favorire l’accesso al credito per la crescita economica. Nonostante il progetto ambizioso, la banca incontrò delle difficoltà, e dopo alcune acquisizioni e ristrutturazioni finanziarie, fu infine chiusa. Rimane comunque un esempio del suo impegno nel promuovere lo sviluppo economico del Mezzogiorno  .
Carriera Politica
Somma fu sindaco di Vaglio di Basilicata dal 1980 al 1983, periodo in cui si impegnò per migliorare le infrastrutture e il benessere della comunità locale. La sua attenzione alla crescita economica e sociale del territorio rifletteva la sua visione imprenditoriale.
Dirigente Sportivo
Oltre alla sua carriera imprenditoriale e politica, Nino Somma fu presidente del Potenza Calcio negli anni ‘70. Sotto la sua guida, la squadra visse un periodo di rilancio, dimostrando il suo interesse non solo per l’economia e la politica, ma anche per lo sport e la cultura locale .
Eredità
Il Comune di Potenza ha deciso di intitolare una strada a Faustino Somma, riconoscendo il suo contributo alla crescita economica e sociale della regione. Somma è considerato uno dei più importanti imprenditori lucani del XX secolo, e il suo impegno per lo sviluppo del territorio rimane una parte fondamentale della storia della Basilicata 
Fondatore della Banca Mediterranea e sindaco di Vaglio Basilicata dal 1980 al 1983, fu, inoltre, l'artefice di attività imprenditoriali in Basilicata e in tutto il mezzogiorno che spaziano dalla finanza alla siderurgia, all'informatica, allo sfruttamento  di energia rinnovabile.